# Projet 2025
 (mai 2025).
Le Projet 2025 (en anglais Project 2025), également connu sous le nom de projet de transition présidentielle, est un ensemble de plus de 900 pages de propositions politiques conservatrices de droite proposé par la Heritage Foundation. Il vise à transformer le gouvernement fédéral des États-Unis et à consolider le pouvoir exécutif, si Donald Trump, ancien président des États-Unis et candidat du Parti républicain, remportait l'élection présidentielle de 2024.
Il propose notamment de remplacer des dizaines de milliers de fonctionnaires fédéraux par des personnes nommées pour leurs positions conservatrices, de réformer en profondeur certaines agences fédérales et d'appliquer un programme xénophobe, protectionniste, conservateur et fortement climatodénialiste. Il affirme que le président doit avoir un pouvoir absolu sur le pouvoir exécutif.
Le projet est critiqué pour ses positions décrites comme liberticides, autoritaires et nationalistes chrétiennes et pour les atteintes à l'État de droit et aux libertés fondamentales qu'il pourrait provoquer,.
Bien que le Projet 2025 ne puisse légalement promouvoir un candidat (en), nombre de ses contributeurs sont associés à Trump et à sa campagne,,. La Heritage Foundation emploie de nombreuses personnes étroitement liées à Trump,,, y compris des membres de son administration 2017-2021 ; elle coordonne l'action de groupes conservateurs dirigés par des alliés de Trump. Les responsables de la campagne Trump ont eu des contacts réguliers avec le Projet 2025 ; ils ont déclaré à Politico en 2023 que le projet s'alignait bien sur leur programme Agenda 47 (en), bien qu'ils aient déclaré que le projet ne parlait pas au nom de Trump ou de sa campagne,,,.
Certaines propositions controversées du projet ont conduit Trump et son équipe de campagne à prendre leurs distances avec le projet en 2024, Trump lui-même déclarant qu'il n'en savait « rien » et qualifiant certaines parties du projet de « ridicules et abyssales »,,,.
Dans la foulée, Paul Dans, directeur du projet, démissionne sans préciser ses raisons.
Des critiques ont rejeté ces distanciations de Trump : elles soulignent le nombre de contributeurs qui devaient obtenir des rôles de direction dans une future administration Trump ; elle cite les trois cents fois où Trump avait été mentionné dans les plans en date du 10 juillet 2024,,. Le Washington Post révèle le 8 août 2024 que Trump et Roberts ont pris ensemble un vol privé en 2022, illustré par une photo de Trump et Roberts dans l'avion.

## Contexte
La Heritage Foundation publie chaque année son livre Mandate for Leadership depuis 1981, avec des éditions mises à jour publiées pour les élections présidentielles. Heritage les qualifie de « bible politique ». La fondation affirme que Ronald Reagan a tenté d'appliquer près des deux tiers du programme décrit dans son Mandate de 1981. Elle affirme la même chose pour son Mandate 2015 et le mandat de Donald Trump,. Politico a qualifié le Projet 2025 de « bien plus ambitieux » que les éditions précédentes et le New York Times a déclaré qu'il opérait à « une échelle jamais vue auparavant pour une politique conservatrice ».
La Heritage Foundation est très liée à Trump et coordonne son action avec une constellation de groupes conservateurs dirigés par des alliés de Trump. Le président de la fondation, Kevin Roberts, considère son organisation comme une « institutionnalisation du trumpisme ». Le Projet 2025 veut fournir au candidat républicain à la présidence de 2024 une base de données de personnes disponibles et un cadre idéologique. Lors d'un dîner organisé en 2022 par la Heritage Foundation, Trump leur apporte son soutien ; il déclare qu'elle allait « préparer le terrain et détailler les plans pour savoir exactement ce que notre mouvement fera… lorsque le peuple américain nous donnera un mandat colossal ». Le directeur associé du projet, Spencer Chrétien, soutient qu'il est « grand temps de préparer le terrain pour une Maison-Blanche plus favorable à la droite ».

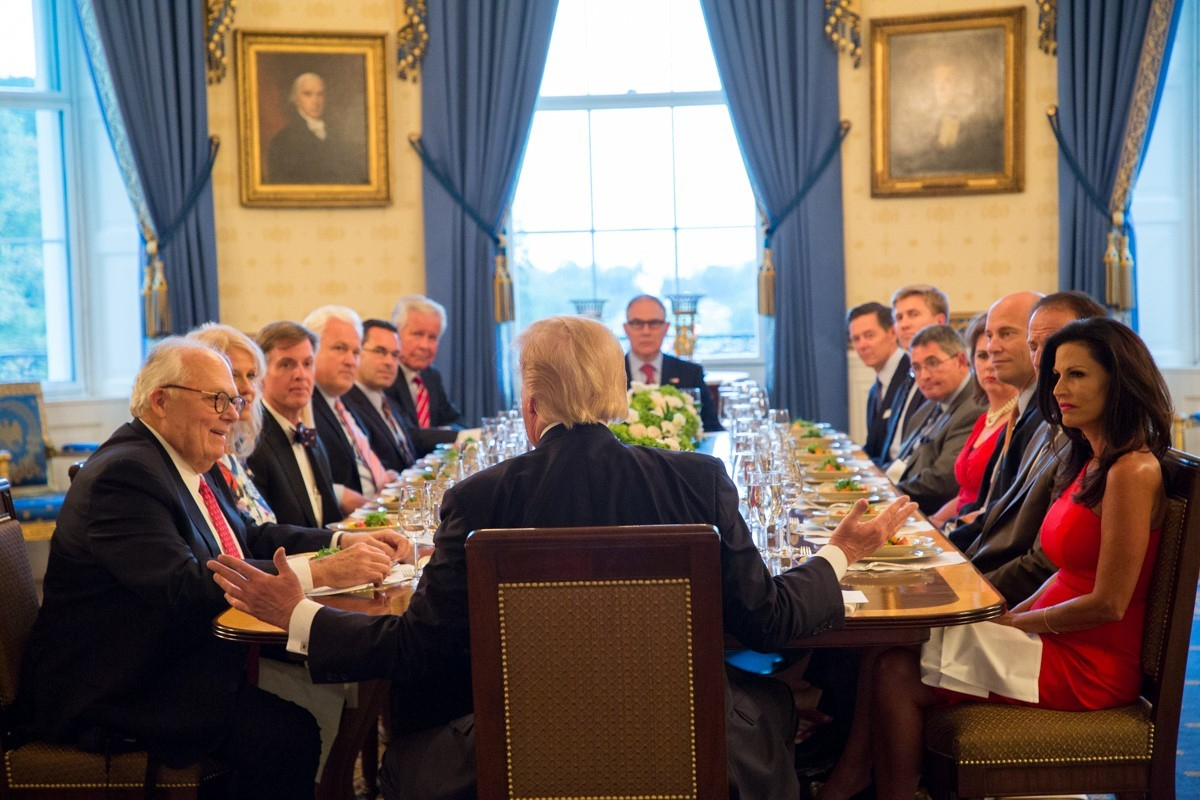
Trump rencontre Edwin Feulner (devant à gauche), cofondateur de la Heritage Foundation, Leonard Leo (cinquième à droite), coprésident de la Federalist Society, et d'autres dirigeants de groupes conservateurs en 2017.

En avril 2023, la Heritage Foundation publie son Mandate de 920 pages, rédigé par des centaines de conservateurs, dont les plus renommés sont d'anciens agents de l'administration Trump. Près de la moitié des organisations collaborant au projet ont reçu des contributions financières (dark money (en)) ; elles provenaient d'un réseau de groupes de collecte de fonds liés à Leonard Leo (en) ; Leo est un activiste conservateur et un important donateur ; c'est une figure clé dans l'orientation de la sélection des candidats à la magistrature fédérale de Trump.
Axios rapporte que, si la fondation a informé d'autres candidats aux primaires présidentielles du Parti républicain de 2024 sur le projet, il s'agit « indéniablement d'une opération menée par Trump » ; il souligne l'implication du « plus fervent défenseur de la loyauté interne » de Trump, Johnny McEntee, en tant que conseiller principal du projet. La campagne 2024 de Trump déclare en retour qu'aucun groupe extérieur ne parle au nom de Trump et que son Agenda 47 (en) est le seul programme officiel pour un deuxième mandat présidentiel,. Elle déclare qu'elle « apprécie » les suggestions d'organisations partageant ses idées.
Malgré cette tentative de distanciation, le New York Times mentionne qu'une des principales difficultés pour les équipes de Trump « est que la rhétorique et les propositions les plus incendiaires sont venues de la bouche même de M. Trump » et que les déclarations de deux hauts responsables de la campagne de Trump semblent surtout destinées à décourager ces groupes de parler dans la presse sans toutefois les désavouer. Ces deux responsables publient un mémo similaire quelques jours plus tard, après qu'Axios rapporte que Trump a l'intention de doter une nouvelle administration de « guerriers fiers et 100 % MAGA, des zélotes anti-GOP establishment, et désireux et prêts à tester les limites du pouvoir exécutif pour obtenir ce que Trump veut », ce qui pourrait inclure le ciblage et l'emprisonnement des critiques au sein du gouvernement et des médias.
Axios fait également état de personnes pressenties pour occuper des postes à haute responsabilité dans une seconde présidence. Il cite Kash Patel, Steve Bannon et Mike Davis, un ancien collaborateur du sénateur Chuck Grassley. Mike Davis promet un « règne de terreur de trois semaines » si Trump le nomme procureur général par intérim. Patel avait déclaré sur le podcast de Bannon deux jours plus tôt : « Nous allons sortir et trouver les conspirateurs - pas seulement au sein du gouvernement, mais aussi dans les médias… Nous allons nous en prendre à vous. Que ce soit d'une manière criminelle ou civile, nous verrons,. » En juin 2024, Bannon donne les noms des fonctionnaires en poste ou anciens du FBI et du Département de la Justice qui seront traqués pour crimes présumés et actes de trahison, même s'ils fuient le pays,.
Le Projet 2025 n'est pas le seul programme conservateur à disposer d'une base de données de recrues potentielles pour une éventuelle administration républicaine. Les responsables de ces différentes initiatives ont tous des liens avec Trump,. Ces initiatives cherchent à aider Trump à éviter les erreurs de son premier mandat, lorsqu'il est arrivé à la Maison-Blanche sans être préparé.
La première étape est de reclasser des dizaines de milliers de fonctionnaires fédéraux ; leur évolution de carrière était jusque là basée sur le « mérite » ; en les transformant en « personnes nommées pour raisons politiques », il devient plus simple de les remplacer par des personnes loyales à Trump, ; ces nouveaux fonctionnaires seraient alors prêts à faire des entorses au protocole, voire, dans certains cas, à enfreindre des lois, pour atteindre les objectifs du président,.

## Conseil consultatif et direction
La Heritage Foundation est un laboratoire d'idées conservateur américain fondé en 1973 et basé à Washington. Elle emploie des personnes étroitement liées à Trump,, dans des groupes conservateurs dirigés par des alliés de Trump. En février 2024, le projet comptait plus de 100 organisations partenaires, dont sept sont identifiées par le Southern Poverty Law Center comme des groupes « haineux » ou « extrémistes ».
Les partenaires du Projet 2025 emploient plus de 200 anciens fonctionnaires de l'administration Trump. CNN constate qu'au moins 140 personnes ayant travaillé dans l'administration Trump ont participé au Projet 2025, d'une manière ou d'une autre ; plus de la moitié sont répertoriées comme auteurs, éditeurs et contributeurs. Vox estime de son côté que près des deux tiers des auteurs et des éditeurs ont travaillé dans l'administration Trump.
Au 13 juillet 2024, rien ne prouve que Trump soit personnellement impliqué dans la rédaction ou l'approbation du plan. Six de ses secrétaires de cabinet sont des auteurs ou des contributeurs, et une vingtaine de pages sont attribuées à son premier adjoint au chef de cabinet. Le projet se fait connaître dans les cercles conservateurs comme un foyer institutionnel pour la jeune garde de Trump.
Le Washington Post fait état de communications régulières entre le Projet 2025 et les conseillers de la campagne Trump.
En avril 2024, John McEntee, conseiller principal du Projet 2025, ancien directeur du Bureau du personnel présidentiel de la Maison-Blanche et très proche de Trump,, déclare que la campagne de Trump prévoit d'« intégrer une grande partie de notre travail » selon Media Matters for America.
En mai 2024, Russell Vought est nommé directeur des politiques du comité de la plateforme du Comité national républicain. De nombreux contributeurs au Projet 2025 sont pressentis pour occuper des postes dans une deuxième administration Trump.
Une future administration Trump est supposée utiliser la base de données d'employés fédéraux potentiels que le Projet 2025 a recrutés et formés.
Dans The Atlantic, Adam Serwer cite Scott Faulkner, collaborateur de Ronald Reagan, qui a déclaré que « le personnel est politique » ; il soutient ainsi l'idée qu'une deuxième administration Trump pourrait mettre en œuvre un grand nombre des objectifs politiques du projet.
Dans un premier temps, les responsables de la campagne de Trump reconnaissent que le projet s'aligne bien sur les propositions de l'Agenda 47,. Le projet provoquant de plus en plus de frictions, Trump préfère éviter les propositions politiques spécifiques. Il n'a jamais promu publiquement le Projet 2025. En novembre 2023, sa campagne fait remarquer que « les recommandations politiques d'alliés extérieurs ne sont que cela, des recommandations »,,.
Le président de la Heritage Foundation, Kevin Roberts, déclare en juillet 2024 : « nous sommes en train de vivre la deuxième Révolution américaine, qui restera sans effusion de sang si la gauche le permet. » Paul Dans, le directeur du projet, affirme en avril 2023 que le Projet 2025 « se prépare systématiquement à entrer en fonction et à amener une nouvelle armée de conservateurs alignés, entraînés et essentiellement armés, prêts à se battre contre l'État profond,. »
Philip Bump, du Washington Post, affirme qu'il est impossible de séparer la campagne de Trump du Projet 2025.
Le Projet 2025 publie une déclaration le 5 juillet, affirmant qu'il « ne parle au nom d'aucun candidat ou campagne » et qu'il appartient au « prochain président conservateur » de décider quelles recommandations mettre en œuvre.
Stephen Miller, conseiller de Trump, a cherché à retirer sa société, America First Legal, de la liste des membres du conseil consultatif du Projet 2025.
Depuis, Trump a réitéré son éloignement du Projet 2025, mais le directeur du Projet 2025, Paul Dans, a confirmé que son équipe avait des liens avec sa campagne.
J. D. Vance a également été lié à Kevin Roberts et au Projet 2025,,.
Dans la semaine du 29 juillet, Paul Dans informe son équipe qu'il quittera ses fonctions de directeur à partir d'août. C'est Kevin Roberts qui le remplace.

## Philosophie générale
Le Projet 2025 cherche à promouvoir une politique gouvernementale alignée sur des éléments du christianisme.
Le projet présente quatre objectifs principaux dans Mandate for Leadership : restaurer la famille en tant que pièce centrale de la vie américaine ; démanteler l'État administratif ; défendre la souveraineté et les frontières de la nation ; et garantir les droits individuels donnés par Dieu pour vivre librement.
Le président de l'Heritage Foundation, Kevin Roberts, écrit dans l'avant-propos du Mandate : « La longue marche du marxisme culturel à travers nos institutions est arrivée à son terme. Le gouvernement fédéral est un mastodonte, utilisé comme arme contre les citoyens américains et les valeurs conservatrices, et la liberté est assiégée comme jamais auparavant. »
Il est inspiré par la théorie de l'exécutif unitaire.

## Politiques proposées
The Economist présente le plan : il contiendrait des questions de guerre culturelle, ainsi que d'autres à portée plus large ; elles rompent avec l'orthodoxie républicaine passée qui augmentait les déficits et la dette nationale.
Anna North de Vox le décrit comme un plan visant à consolider le pouvoir et à faire passer des politiques impopulaires.

### Institutions fédérales
Le Projet 2025 envisage des changements importants au sein du gouvernement ; ils concerneraient notamment les politiques économiques et sociales, le rôle du gouvernement fédéral et de ses agences.
Le plan propose de prendre le contrôle du département de la Justice (DOJ), du Federal Bureau of Investigation (FBI), du département du Commerce, de la Commission fédérale des communications et de la Federal Trade Commission (FTC). Il démantelerait le département de la Sécurité intérieure en le subdivisant en plusieurs ministères.
Il prévoit de réduire fortement les réglementations environnementales et climatiques pour favoriser la production de combustibles fossiles,.
Le projet cherche à instaurer des réductions d'impôts, même si ses auteurs ne sont pas en accord sur le degré de protectionnisme à adopter.
Il recommande de supprimer le ministère de l'Éducation : ses prérogatives seraient transférées à d'autres agences ou supprimées,.
Ce projet conduira les États-Unis à réduire leur financement des recherches sur le climat, tandis que les National Institutes of Health (NIH) seraient réformés selon des principes conservateurs,.

### Pornographie et contenus pour adulte
Le Projet 2025 propose de criminaliser la pornographie.

### Santé des femmes en matière de reproduction

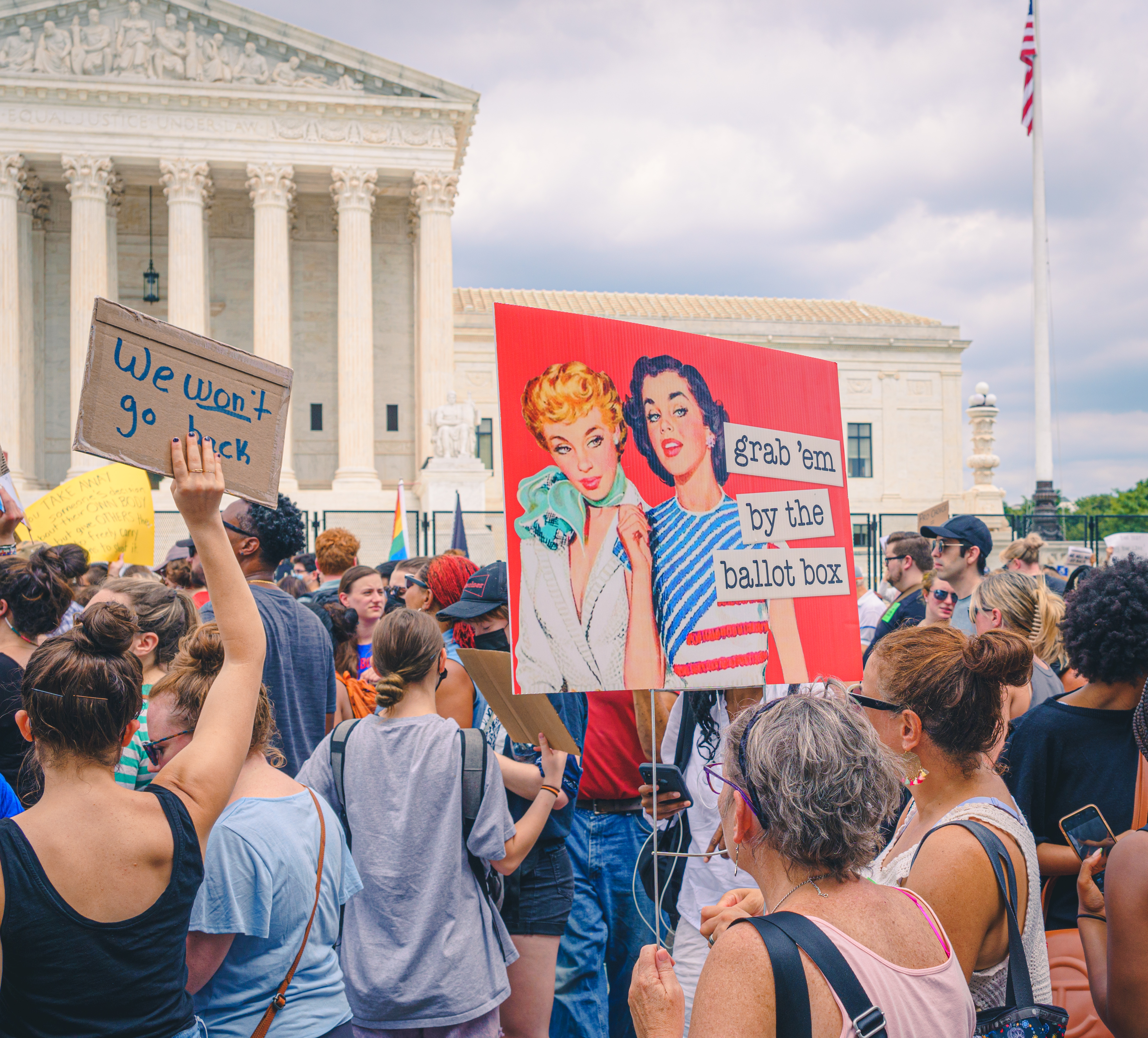
Manifestation défendant le droit à l'avortement, que le Projet 2025 prévoit de limiter.

De manière générale, le projet enjoint au gouvernement de s'opposer au droit à l'avortement,, et d'éliminer la couverture de la contraception d'urgence en application de l'Obamacare.
Les partisans du Projet 2025 soutiennent que la vie commence dès la fécondation. Le Mandate stipule que le Département de la Santé et des Services Sociaux (Department of Health and Human Services ou HHS) doit « redevenir connu sous le nom de Département de la Vie », comme l'a surnommé le secrétaire du HHS de Trump, Alex Azar, en janvier 2020, exprimant sa fierté de « faire partie de l'administration la plus pro-vie de l'histoire de ce pays ». Le projet 2025 affirme qu'il repositionnerait les politiques du ministère « en rejetant explicitement la notion selon laquelle l'avortement est un soin de santé et en rétablissant son énoncé de mission dans le plan stratégique [du HHS de Trump] et ailleurs pour inclure la promotion de la santé et du bien-être de tous les Américains « de la fécondation à la mort naturelle » »,,.
En 2022, la Cour suprême statue, dans cas Dobbs v. Jackson Women's Health Organization, que la Constitution ne confère pas de droit à l'avortement. Elle laisse ainsi aux États le soin de créer leur propre législation en la matière. Le Projet 2025 encourage le prochain président à « promulguer les protections les plus solides pour les enfants à naître que le Congrès pourra soutenir ». Le Projet déclare également que « la décision dans l'affaire Dobbs n'est qu'un début. Les conservateurs… devraient pousser aussi fort que possible pour protéger les enfants à naître dans toutes les juridictions américaines. »
Roger Severino, vice-président de la politique intérieure de la Heritage Foundation, a déclaré lors d'une conférence de Students for Life (en) que le Projet 2025 « travaillait sur ce type de décrets présidentiels et de réglementations » pour revenir sur les politiques d'avortement de Biden et « institutionnaliser l'environnement post-Dobbs ». Par exemple, la Reproductive Healthcare Access Task Force (Groupe de travail sur l'Accès aux Soins de santé en matière de Reproduction), créée par le Président Biden, serait remplacée par une agence « pro-vie » dédiée qui « utiliserait son autorité pour promouvoir la vie et la santé des femmes et de leurs enfants à naître ».

### Diversité
Le projet propose de supprimer les protections contre la discrimination fondée sur l'orientation sexuelle et l'identité de genre, et de mettre fin aux programmes de diversité, équité et inclusion (DEI), ainsi qu'aux programmes de discrimination positive.

### Immigration
Le projet recommande l'arrestation, la détention et la déportation des migrants sans papiers vivant aux États-Unis.

### Justice
Le Projet 2025 promeut la peine de mort et salue le « caractère définitif » et la rapidité de cette peine.

## Mise en œuvre
Après avoir remporté les élections de 2024, Trump a nommé plusieurs contributeurs du Projet 2025 à des postes de l'administration.
Certains candidats doivent être confirmés par le Sénat américain, comme l’exige la clause de nomination de la Constitution américaine.
Pour diriger la FCC, il a choisi Brendan Carr, qui a écrit le chapitre du manifeste consacré à l'agence. Tom Homan, choisi par Trump pour agir en tant que « tsar des frontières », a également contribué au document du Projet 2025. Trump a nommé Russell Vought à la tête du Bureau de la gestion et du budget.
Après ces sélections, Karoline Leavitt a publié une déclaration affirmant que « le président Trump n'a jamais rien eu à voir avec le projet 2025 » ; Leavitt elle-même est instructrice pour le projet « Gouvernance conservatrice » du « Programme de formation ». Elle a été choisie par Trump pour être secrétaire de presse de la Maison Blanche.
Parmi les autres auteurs ou contributeurs du Projet 2025 qui sont membres de la deuxième administration Trump, ou bien ont été nommés, on peut citer Peter Navarro (auteur, conseiller principal pour le commerce et la fabrication), Michael Anton (contributeur, directeur de la planification des politiques), Paul S. Atkins (contributeur, nommé président de la Securities and Exchange Commission), Steven G. Bradbury (contributeur, nommé secrétaire adjoint aux transports), et Troy Edgar (contributeur, nommé secrétaire adjoint à la sécurité intérieure des États-Unis).
Des aspects du projet ont été mis en œuvre dans les premiers jours du second mandat de Trump. Ils comprenaient des décrets visant à rouvrir de vastes zones de l'Alaska au forage pétrolier, y compris la réserve faunique nationale de l'Arctique, et à retirer l'interdiction de l'administration Biden sur les PFAS dans l'eau potable.
Les décrets de Trump sur l’immigration et la mise en œuvre fédérale de la peine de mort sont allés plus loin que les recommandations du Projet 2025.
La politique de Trump sur TikTok s'écarte de l'appel du Projet 2025 à interdire l'application.
Les métadonnées montrent que les notes de service du Bureau de gestion du personnel des États-Unis envoyées aux fonctionnaires fédéraux ont été rédigées par Peter Noah et James Sherk, tous deux associés à la Heritage Foundation. Le magazine Time a constaté qu'au 24 janvier, plus de 60 % des mesures exécutives émises par Trump « reflètent ou reprennent partiellement les propositions du Projet 2025 ».
Les premières mesures prises par Trump montrent que son administration est en train de mettre en œuvre rapidement un plan d’action de droite préétabli,. Ses décrets sur les politiques de genre, l’embauche fédérale et l’aide étrangère reflètent les politiques du Projet 2025. Elles marquent aussi un changement vers une gouvernance plus autocratique. Paul Dans a exprimé sa satisfaction quant aux premiers décrets de Trump, qui s'alignent sur le projet de mandat de leadership de 922 pages.
L'un de ses décrets prévoit de détourner le financement des écoles publiques vers des bons d'éducation pour les écoles privées. C'est une mesure alignée sur l'objectif du Projet 2025 qui vise à remodeler le système éducatif.
Le projet 2025 préconisait des changements dans l'aide étrangère, y compris un gel de l'aide à l'étranger ; en janvier 2025, pour commencer, Trump a signé un décret exécutif gelant toute nouvelle aide à l'étranger pendant 90 jours ; plus tard en janvier, l'administration a envoyé un avis exigeant que des ordres d'arrêt des travaux soient émis pour toute l'aide à l'étranger existante.
Les premiers gels budgétaires et réductions des dépenses de Trump reflètent la volonté du Projet 2025 de réduire les programmes gouvernementaux et de transférer le pouvoir aux institutions conservatrices.
Ses efforts pour affaiblir la FEMA font partie d'une stratégie plus large du Projet 2025 : elle vise à réduire le rôle du gouvernement fédéral dans les secours en cas de catastrophe et à transférer la responsabilité aux entités étatiques et privées.
Les décisions politiques de Trump ont relancé l'examen du Projet 2025 ; des critiques avertissent que son administration met activement en œuvre son programme dans de nombreux secteurs.
Le magazine Time annonce qu'à la date du 24 janvier 2025, près des deux tiers des Executive orders signés par Donald Trump « reflètent ou reflètent partiellement des propositions du Projet 2025 ».

## Critiques et réactions

### Accusations d'autoritarisme
Les critiques du Projet 2025 le qualifient d'autoritaire et nationaliste chrétien ; ils affirment qu'il vise à transformer les États-Unis en autocratie ; une seule personne, le président, détiendrait la majorité du pouvoir,. De nombreux experts juridiques ont affirmé que cela porterait atteinte à l'État de droit, à la séparation des pouvoirs, à la séparation de l'Église et de l'État,, et aux libertés publiques aux États-Unis.

### Critiques parmi les républicains
Certains conservateurs et républicains critiquent le Projet 2025 pour sa position sur le changement climatique et le commerce extérieur. D'autres estiment que le Projet 2025 n'est qu'une « façade » pour cacher quatre années de « vengeance personnelle à tout prix » et pour défaire « presque tout ce qui a été mis en œuvre » par l'administration Biden.
Les auteurs du projet reconnaissent que la plupart des propositions exigent que le Parti républicain contrôle à la fois la Chambre des représentants et le Sénat américains. Certains aspects du plan ont déjà été jugés anticonstitutionnels par la Cour suprême plusieurs mois avant l'élection et pourraient faire l'objet de contestations judiciaires.

### Autres critiques et remarques
Paul Dans reconnaît qu'il est « contre-intuitif » de recruter autant de personnes pour rejoindre le gouvernement afin de le réduire, mais souligne la nécessité pour le futur président de « reprendre le contrôle » du gouvernement.
The Washington Post décrit le projet comme « l'articulation la plus détaillée de ce à quoi ressemblerait un deuxième mandat de Trump ».
L'équipe de campagne républicaine dit « accueillir favorablement » la disparition du projet et prévient que cela « devrait servir d’avertissement à toute personne essayant de faire croire qu’ils ont une influence sur Donald Trump et sa campagne ».
De leur côté, les démocrates disent que « le fait de cacher ce projet au peuple américain ne le rend pas moins réel — en fait, cela devrait inciter les électeurs à s’inquiéter davantage de ce que Trump et ses alliés cachent d’autre. »